# 南家 (男爵家)
南家（みなみけ）は、藤原北家日野流広橋家庶流にあたる華族の男爵家。いわゆる「奈良華族」の一つ。

## 歴史
従一位准大臣広橋伊光の六男光度は、奈良興福寺に入れられ修南院住職となったが、維新の際に勅命により復飾し、明治2年（1869年）に堂上格を与えられて一家を起こし、修南院を改めて南を家号とした。光度の養子光利は明治8年に華族に列し、明治17年（1884年）7月7日の華族令施行で華族が五爵制になると、翌8日に男爵に叙された。
光利は金刀比羅宮宮司や貴族院の男爵議員を務めた。その養子隆春の代に南男爵家の住居は京都市中京区西ノ京鹿垣町にあった。